# Języki jukagirskie
     języki fińskie
     języki ugryjskie
     języki samojedzkie
     język jukagirski

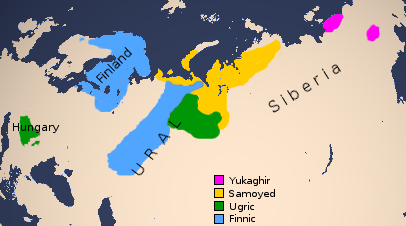
Rozmieszczenie geograficzne języków rodziny uralskiej:
języki fińskie
języki ugryjskie
języki samojedzkie
język jukagirski

Języki jukagirskie – rodzina dwóch języków Jukagirów żyjących w północno-wschodniej Syberii, zwłaszcza w dolinie rzeki Kołymy. Obecnie używane przez około 370 osób. Silnie zagrożone wymarciem. Zwyczajowo zaliczane do języków paleoazjatyckich, pod względem genetycznym bywają klasyfikowane jako odrębne w rodzinie języków uralskich (część językoznawców określa tę rodzinę jako uralsko-jukagirską). Istnieje ubogie piśmiennictwo w językach Jukagirów (głównie słowniki stworzone przez naukowców), używana jest nieco zmodyfikowana cyrylica.

## Klasyfikacja genetyczna
- nadrodzina hipotetyczna – języki uralsko-jukagirskie
  - rodzina – języki jukagirskie
    - język jukagirski północny (północnojukagirski, tundrowy, tundrowo-jukagirski)
    - język jukagirski południowy (południowojukagirski, kołymski, kołymsko-jukagirski)

| Grupy i języki                                                         | Liczba mówiących | Kraje |
| ---------------------------------------------------------------------- | ---------------- | ----- |
| północnojukagirski (tundrowy, tundrowo-jukagirski)                     | 370              | Rosja |
| południowojukagirski (kołymski, kołymsko-jukagirski, leśno-jukagirski) | 370              | Rosja |

## Cechy języków jukagirskich
- Fonemy sz i ż nie występują w języku tundrowym.
- Rzeczownik posiada 7 przypadków.
- Czasownik odmienia się.
- Brak przymiotników. Ich funkcję pełnią czasowniki wyrażające cechy.
- Występują osobne gramatyczne konstrukcje dla wyrażenia akcentu logicznego.
- W słownictwie dużo zapożyczeń z języków sąsiednich ludów.

## Alfabet
| А а   | Аа аа | Б б   | В в | Г г | Ғ ғ   | Д д   | Дь дь |
| Е е   | Ё ё   | Ж ж   | З з | И и | Ии ии | Иэ иэ | Й й   |
| К к   | Л л   | Ль ль | М м | Н н | Нь нь | Ң ң   | О о   |
| Оо оо | Ö ö   | П п   | Р р | С с | Сь сь | Т т   | У у   |
| Уу уу | Уö уö | Ф ф   | Х х | Ц ц | Ч ч   | Ш ш   | Щ щ   |
| Ъ ъ   | Ы ы   | Ь ь   | Э э | Ю ю | Я я   |       |       |